# 佐藤房隆
佐藤 房隆（さとう ふさたか、1869年2月15日(明治2年1月5日) – 1927年（昭和2年）2月16日）は、日本の陸軍軍人。日露戦争では近衛歩兵第三連隊第一大隊長として戦い、のち歩兵第六十六連隊長を務めた陸軍少将である。

## 生涯

### 日露戦争まで
父は会津藩藩士佐藤房郁である。佐藤家は斗南移住後に上京。房郁は警察官から憲兵となり、東京憲兵隊小隊長などを務め、憲兵大尉まで昇進した。佐藤は幼年期を斗南で過ごした後、近藤塾に学ぶ。幼年学校を経て士官学校へ進み、1期を卒業。佐藤の兵科は歩兵で、1889年（明治22年）に歩兵少尉へ任官した。同期生に教導団出身の両角三郎、長谷川戍吉がおり、杉浦小八（工兵大佐）は義弟である。中尉で日清戦争を迎え旅順口の戦い、海城、田荘台と歴戦した。

### 日露戦争
1904年（明治37年）3月に少佐に進級し、日露戦争当初は近衛歩兵第四連隊の補充大隊長として召集された人員の訓練などに従っていた。近衛歩兵第三連隊（以下「第三連隊」）の第一大隊長であった三好兵介少佐が遼陽会戦で戦死したため、8月26日付けで後任となる。佐藤は戦役中三代目の第一大隊長であった。
奉天に退却したロシア満州軍は反撃を企図し、10月5日から行動を開始する。こうして沙河会戦が生起するが、第三連隊は10月11日に老君峪付近の小原山を占領した。しかしロシア軍は反撃に転じ、終日戦闘が続く。12日午前零時、連隊は夜襲によるロシア軍陣地奪取を図り、第一大隊は連隊予備とされた。攻撃は死傷者数450名に及ぶ苦闘であったが、第一大隊の一部は攻撃に加わり、松前正義少佐率いる第三大隊とともに敵陣占領に成功。第一大隊は花匂嶺の守備に就き、13日に来攻した約一個連隊のロシア軍を撃退している。
「沙河の対陣」を経て、日露両軍は奉天会戦を戦うが、第三連隊はこの会戦に先立ち、婉千戸屯にあったロシア軍部隊の攻撃を命じられた。連隊は第一大隊をもって2月25日に攻撃を実施した。第一大隊は夜襲による攻略を図ったが、ロシア軍の頑強な抵抗を受け、不成功に終わった。第三連隊は28日に攻撃を再興し、第二大隊を右翼牽制部隊、第三大隊を左翼援護部隊とし、第一大隊をもって主攻撃部隊とした。友隊の牽制行動は功を奏し、第一大隊は敵陣に突入。占領に成功している。
連隊は引き続き唐家屯（奉天南東）付近の高地占領を命じられ、第一、第三大隊をもって攻撃を行った。ロシア軍はここでも頑強に抵抗したが、両大隊は敵陣の一部占領に成功した。連隊は予備の第二大隊や、近衛歩兵第二連隊の一大隊も加わった総攻撃を行ったが完全占領には至らず、四昼夜に渡って接近戦を繰り広げる。ロシア軍が撤退した3月8日早朝、連隊は死傷者計727名の犠牲を払い、高地の占領に成功。同日午前9時には行動を開始し、以後追撃戦を続けた。
佐藤は金鵄勲章を授与され、1907年（明治40年）11月に中佐へ進級するまで第一大隊長の任にあった。

### その後
以後歩兵第二十七連隊（旭川）附、函館連隊区司令官を務め、1912年（明治45年）3月大佐に進級。同年9月に歩兵第六十六連隊（宇都宮）の連隊長に就任した。 1916年（大正5年）11月に少将へ昇進するまでの4年強在任し、翌年4月に予備役編入となる。正五位勲三等功四級、会津会会員。「資性磊落」と評された人柄であった。

## 栄典
- 1892年（明治25年）2月3日 - 正八位[15]